# Kvasice

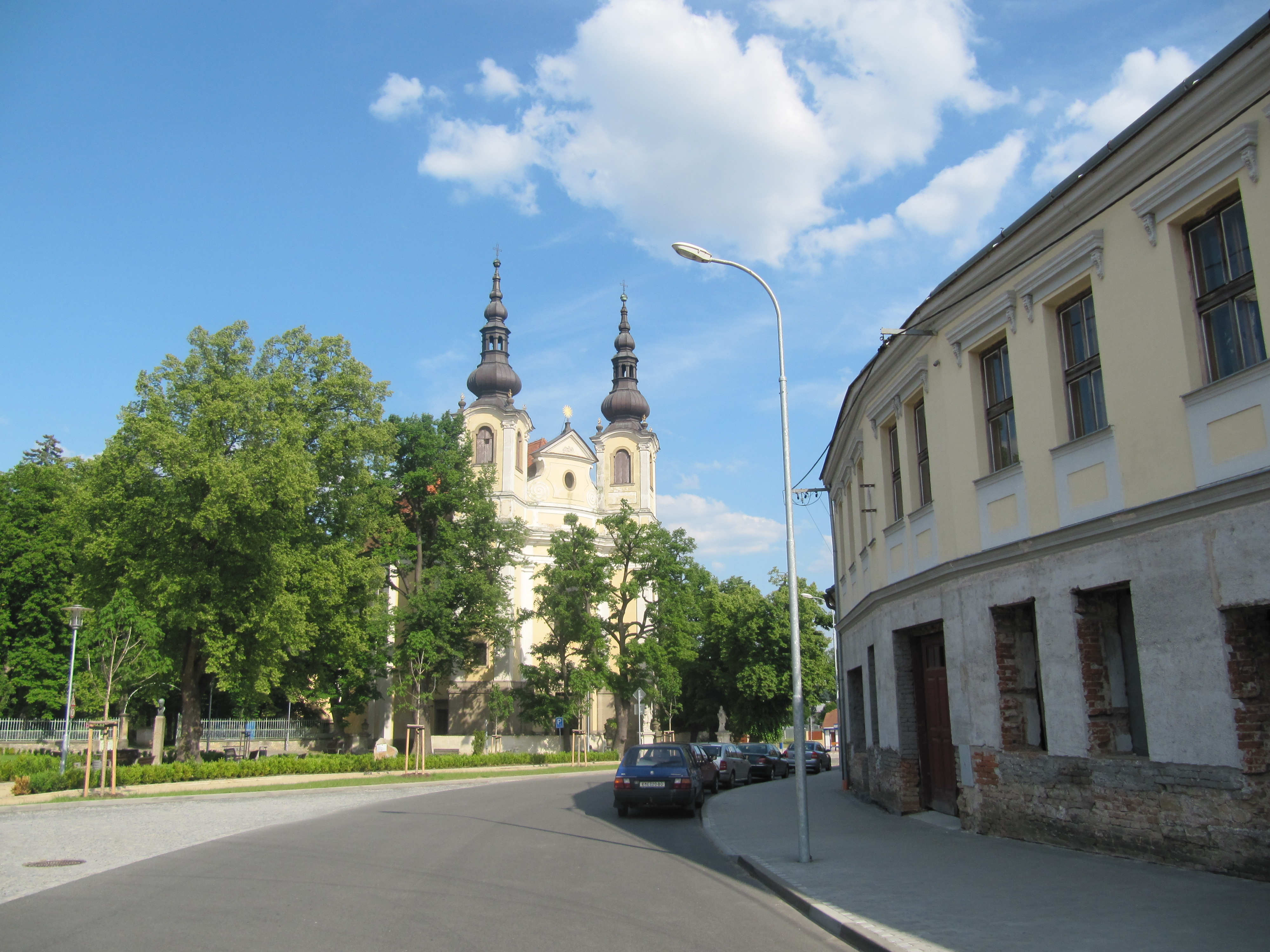
Pfarrkirche Mariä Himmelfahrt und Johannes von Nepomuk

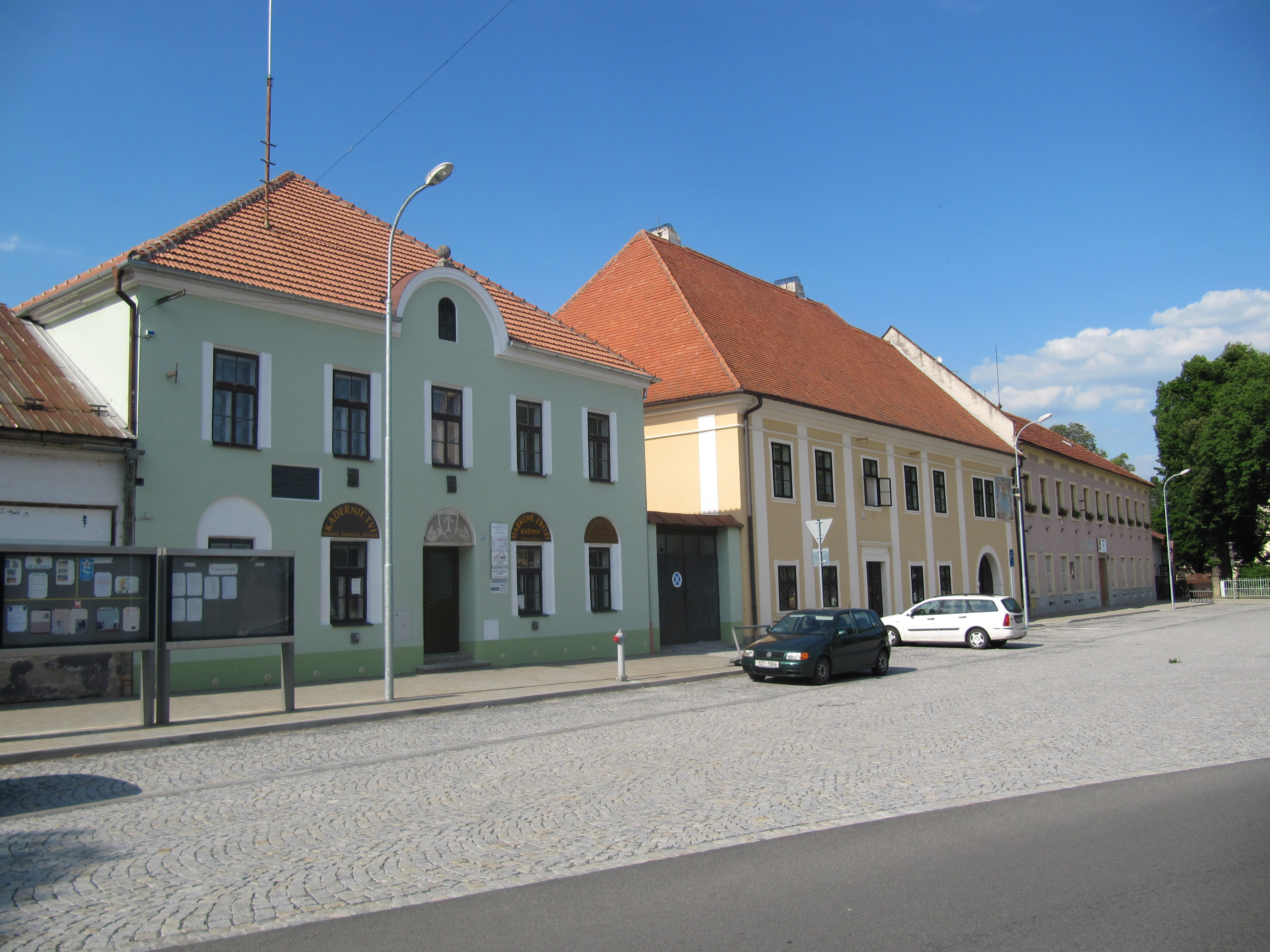
Markt

Kvasice (deutsch Kwassitz, früher auch Quassitz) ist eine Gemeinde in Tschechien. Sie liegt neun Kilometer südöstlich von Kroměříž und gehört zum Okres Kroměříž.

## Geographie
Kvasice befindet sich am nordöstlichen Fuße des Marsgebirges in der Obermährischen Senke (Hornomoravský úval). Die Gemeinde liegt am rechten Ufer der March unterhalb der Einmündungen der Bäche Dolní Kotojedka und Panenský potok. Südlich erhebt sich der Jámy (299 m) und im Westen der Vinohrádek (295 m). Gegen Nordosten liegt der Baggersee Tlumačov.
Nachbarorte sind Hulín und Záhlinice im Norden, Tlumačov im Nordosten, Skály, Peškov, Terezov und Sazovice im Osten, Bahňák und Otrokovice im Südosten, Nový Dvůr, Bělov, Kopaniny, Podkoryta und Nová Dědina im Süden, Karolín im Südwesten, Chlum und Bařice im Westen sowie Těšnovice und Střížovice im Nordwesten.

## Geschichte
Die erste schriftliche Erwähnung des Ortes erfolgte 1131 in einem auf Anordnung des Olmützer Bischofs Heinrich Zdik gefertigten Besitzverzeichnis der Kirche in Spytihněv, in dem eine Hube Ackerland in Quasicih aufgeführt wird. Besitzer des ursprünglich zur Herrschaft Napajedla gehörigen Dorfes waren seit der Mitte des 13. Jahrhunderts die Herren von Benešov. Ondřej von Benešov verwendete 1248 erstmals das Prädikat de Chwaschiz. Ihm folgte 1269 Milota de Chwaschiz. 1350 gehörte das Gut Kwassicz Beneš von Benešov. 1365 wurde Kwassicz zu einer eigenständigen Herrschaft. Deren Besitzer Milota II. von Benešov ließ seiner Frau Elisabeth von Sternberg eine Mitgift von 80 Schock zukommen. Während der Hussitenkriege plünderten und brandschatzten die Hussiten die dem strengen Katholiken und Anhänger des Kaisers, Milota III. von Benešov und Kvasice gehörige Herrschaft. Im Juni 1423 eroberten die Aufständischen unter Diviš Bořek von Dohalice und Miletínek nach einem dreitägigen Kampf, bei dem auch der Grundherr fiel, die Burg Kwassicz. Danach liefen zahlreiche Untertanen zu den Hussiten über. 1433 verkaufte Milotas Schwester Anna die Herrschaft an Jan Kužel von Žeravice. Im Jahre 1490 gehörte Kwassicz zu den Gütern des Arnošt Kužel von Žeravice und Kvasice. Dieser erweiterte die Herrschaft, und in seinem 1507 zu Gunsten von Hynek Boček von Kunstadt aufgesetzten Testament sind die Dörfer Střížovice, Trávník, Nětčice, Záhlinice, Bělov, Prusinky und Skržice; zur Hälfte die Dörfer Kotojedy, Těšnovice, Kudlovice und Jarohněvice, Újezdec, Ohníštky und Kladoruby sowie die wüsten Dörfer Sulimov und Nová Dědina aufgeführt.
1511 kaufte Georg Albrecht von Sternberg auf Holešov die Herrschaft. Von den Sternbergern erwarb 1546 Johann d. Ä. von Ludanitz und Chropyně Kwassicz. 1571 verkaufte Wenzel von Ludanitz Kwassicz an Kaspar Vyškota von Vodnik, der den Besitz wenig später an Jan Kurovský von Vrchlabí weiterreichte. 1591 verkaufte Wenzel Kurovský die Güter an Anna von Oberham. Deren Ehemann Adam Krawarn von Schlewitz veräußerte den Besitz 1610 für 60.500 Mährische Gulden an Wenzel Mol von Modřevice, der sie vier Jahre später für 62.000 Mährische Gulden an Georg von Würben und Freudenthal verkaufte. Dieser gehörte 1619 zu den Vertretern der mährischen Protestanten und verstarb nach der Schlacht am Weißen Berg im Kerker. Im Jahre 1621 wurde die Herrschaft von den kaiserlichen Truppen geplündert. Georgs Witwe Alina von Würben und Freudenthal kaufte 1625 die konfiszierte Herrschaft von der Böhmischen Kammer zurück und verkaufte sie im Jahre darauf an ihren zweiten Ehemann Johann von Rottal. Während des Dreißigjährigen Krieges fielen 1643 die Truppen des schwedischen Feldherrn Torstensson nach der Eroberung von Kroměříž in die Herrschaft Kvasice ein und verwüsteten sie gänzlich. Nach dem Ende des Krieges waren in der ganzen Herrschaft nur noch 104 Häuser bewohnt. Johann von Rottal gelang es, den verödeten Landstrich wieder zu besiedeln. In den Jahren 1699, 1711 und 1719 führten Pestepidemien zu einem erneuten Niedergang. 1742 plünderten preußische Truppen unter Oberst de la Motte Fouqué, die in Kroměříž lagerten, die ganze Gegend. Wenig später quartierte sich in Kvasice das Nassauische Regiment ein. Joachim Adam von Rottal ließ aus Männern seiner Herrschaft zum Schutz seines Besitzes vor den Nassauern die Freikompanie Kvasice bilden. Er verstarb 1746 im Alter von 38 Jahren. Die Herrschaft erbten seine Tochter Marie Anna und deren Mann Franz Adam von Lamberg. Das älteste Ortssiegel stammt von 1748. Nach Marie Annas Tode ging Kwassitz 1757 in den alleinigen Besitz der Grafen von Lamberg über. 1845 erwarb Friedrich von Thun und Hohenstein durch Heirat mit Leopoldine von Lamberg die Herrschaft. 1849 mieteten sich Emanuel Proskowetz und Ferdinand Urbánek in der Herrschaft ein. Bis zur Mitte des 19. Jahrhunderts blieb Kwassitz immer ein eigenständiges Gut.
Nach der Aufhebung der Patrimonialherrschaften bildete Kvasice / Kwassitz ab 1850 eine Marktgemeinde in der Bezirkshauptmannschaft Kroměříž. 1852 gründeten Proskowetz und Urbánek in Kwassitz die erste Zuckerfabrik in Mähren. Nach dem Tode von Leopoldine von Lamberg erbte 1902 ihr Sohn Jaroslav von Thun-Hohenstein die Güter. Dessen Sohn Ernst Graf von Thun und Hohenstein wurde nach dem Zweiten Weltkrieg enteignet.
Ethnographisch und kulturell befindet sich Kvasice am Übergang von der Hanna zur Mährischen Walachei und Mährischen Slowakei.

## Gemeindegliederung
Für die Gemeinde Kvasice sind keine Ortsteile ausgewiesen. Zu Kvasice gehören die Einschichten Chlum und Nový Dvůr (Neuhof).

## Sehenswürdigkeiten

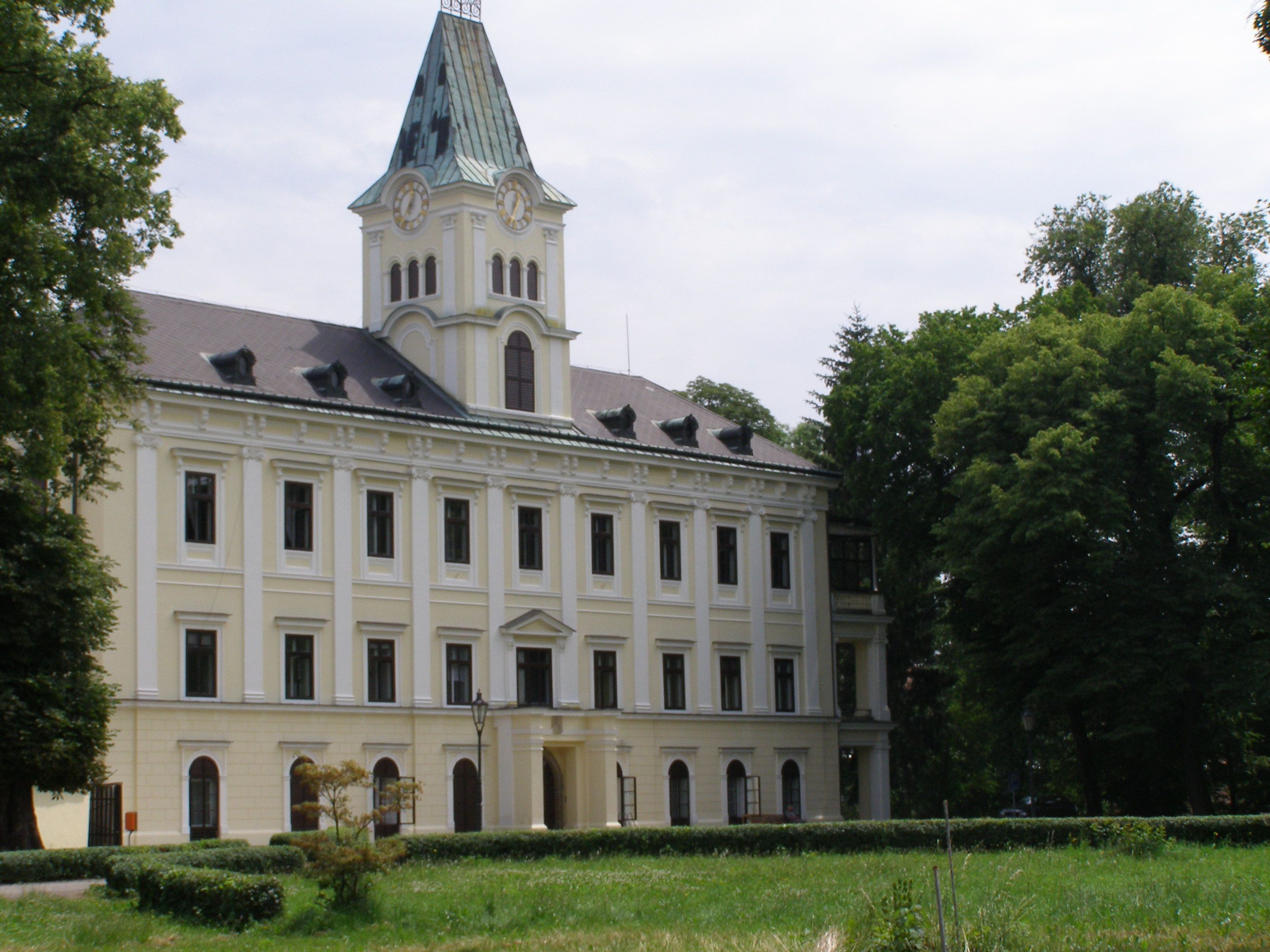
Schloss Kvasice

- Schloss Kvasice mit Schlosspark, seine Ursprünge liegen in der seit 1353 nachweislichen Wasserfeste der Herren von Benešov, die später zu einer Wasserburg erweitert wurde. Havel Kurovský von Vrchlabí ließ im letzten Viertel des 16. Jahrhunderts die Burg zu einem Schloss umgestalten. Unter Anna von Oberham und Záviš Nekeš von Landek wurde das Renaissanceschloss vollendet. Der von mehreren vom Panenský potok gespeisten Kanälen durchzogene Schlossgarten sowie die sich östlich zwischen zwei Armen der March anschließende Insel gaben der Anlage den Beinamen Klein Venedig. Zu Beginn des 19. Jahrhunderts ließen die Grafen von Lamberg das Schloss im klassizistischen Stil neu gestalten.
- Kleiner Park
- katholische Pfarrkirche Mariä Himmelfahrt und Johannes von Nepomuk, der zweitürmige barocke Bau entstand zwischen 1730 und 1740, nach der Rückkehr Joachim Adam von Rottals von der Kavalierstour anlässlich des Antritts des väterlichen Erbes. Die drei Altarbilder schuf Wenzel Lorenz Reiner; bei der Darstellung des hl. Joachim soll Reiner sich selbst porträtiert haben. Das Bildnis des hl. Veit ist ein Werk des Malers Ignaz Viktorin Raab. Unter dem Hauptaltar befindet sich die Grablege für Johann Adam von Rottal.
- katholisches Pfarrhaus
- Friedhofskirche Mariä Himmelfahrt, das am westlichen Ortsrand befindliche Bauwerk ist die älteste der drei Kirchen. Das Schiff soll nach der Vlastivěda moravská im 16. Jahrhundert errichtet worden sein. Anhand der romanischen und vorromanischen Fenster wird ihre Entstehung heute auf den Übergang vom 13. zum 14. Jahrhundert datiert. Unter Kunata Kurovský von Vrchlabí erfolgte 1577 der Anbau des Turmes. Die Kirche bildete den westlichsten Teil der Stadtbefestigung. In den 1990er Jahren wurde sie saniert.
- hussitische Kirche Husův sbor
- Kapelle der Schmerzhaften Jungfrau Maria, nordwestlich des Ortes auf dem Hügel Vrážiska, sie entstand 1763.
- Kapelle Mariahilf am Platz Mariánová, sie entstand 1690. Gestiftet wurde sie nach alten Überlieferungen durch den Metzger Pida aus Kroměříž, dessen Pferd auf dem Weg von Tlumačov nach Kvasice durchging und der hier sein Leben rettete.
- Statue des hl. Johannes von Nepomuk

## Söhne und Töchter der Gemeinde
- Leopold Josef Hansmann (1823–1863), Journalist und Schriftsteller
- Maximilian von Proskowetz (1851–1898), Agronom und Diplomat
- Marcel Krasický (1898–1968), Maler, Graphiker und Illustrator
- Jindřich Spáčil (1899–1978), Schriftsteller
- Eva Hönigschmid (geb. Eva von Proskowetz; (1920–2023)), Zeitzeugin
- Friedrich von Thun (* 1942), Schauspieler und Theaterwissenschaftler